# Bathygadus antrodes
Bathygadus antrodes är en fiskart som först beskrevs av Jordan och Starks, 1904.  Bathygadus antrodes ingår i släktet Bathygadus och familjen skolästfiskar. Inga underarter finns listade.